# Eheriedermühle (Repperndorf)
Eheriedermühle (auch Äußere Eheriedermühle, 1938 Obere Eherieder Mühle, Adresse Kaltensondheimer Straße 125, früher Hausnummer 66) ist ein Gemeindeteil der Großen Kreisstadt Kitzingen im bayerischen Regierungsbezirk Unterfranken auf der Gemarkung Repperndorf mit dem Gemeindeteilschlüssel 002.
Es existiert in Kitzingen ein weiterer Gemeindeteil Eheriedermühle (Gemeindeteilschlüssel 003), der knapp einen Kilometer weiter östlich auf der Gemarkung Kitzingen liegt.

## Geografische Lage
Die Einöde liegt am südlichen Ufer des Eherieder Mühlbachs, knapp vier Kilometer westlich vom Kitzinger Königsplatz. Am gegenüberliegenden Ufer des Mühlbachs verläuft die Staatsstraße 2272, von der her die Straßenerschließung erfolgt. Im Westen beginnt das Gebiet der Gemeinde Biebelried, die Gemarkung Kaltensondheim liegt der Eheriedermühle am nächsten. 

## Geschichte
Über die Geschichte der Mühlen ist nur sehr wenig bekannt. Zumeist werden in den Quellen alle Betriebe am Eherieder Mühlbach gemeinsam erwähnt. Sie wurden lange Zeit wegen ihrer Entfernung vom Kitzinger Spazentor Äußere, Mittlere und Innere Eherieder Mühle, zeitweise auch nach einem Müller Erhardenmühlen, genannt. Die Äußere Eheriedermühle wurde urkundlich erstmals im Jahr 1430 erwähnt. Sie war Teil der Dorfherrschaft Repperndorf und wurde in Mittelalter und Früher Neuzeit als Getreidemühle zur Lebensmittelversorgung genutzt. Im 19. Jahrhundert wandelte man die Anlage wohl zu einem Ausflugslokal für die Bewohner des nahen Kitzingen um.
Durch die Eingemeindung von Repperndorf nach Kitzingen im Jahr 1978 wurde Eheriedermühle ein Gemeindeteil von Kitzingen, zusätzlich zu dem weiter östlich liegenden gleichnamigen Gemeindeteil.

## Einwohnerentwicklung
Bei der Volkszählung 1987 wurden die Daten dieses Gemeindeteils gemeinsam mit den Daten des gleichnamigen Gemeindeteils erhoben: Zusammen hatten beide Gemeindeteile zwei Wohngebäude mit insgesamt drei Wohnungen und elf Einwohnern.